# Estive em Lisboa e Lembrei de Você
Estive em Lisboa e Lembrei de Você é um filme luso-brasileiro do género drama, realizado e escrito por José Barahona, com base no romance homónimo do autor Luiz Ruffato e protagonizado por Paulo Azevedo. Foi exibido na Mostra Internacional de Cinema de São Paulo a 25 de outubro de 2015 e no IndieLisboa a 28 de abril de 2016. Estreou-se no Brasil a 23 de junho de 2016.

## Elenco
- Paulo Azevedo como Sérgio
- Renata Ferraz como Sheila
- Amanda Fontoura como Noemi
- Rodrigo Almeida como Rodolfo
- Henrique Frade como doutor Fernando